# Alternative (álbum)
Alternative é a segunda coletânea musical da banda Pet Shop Boys, lançada a 7 de Agosto de 1995.
É um disco duplo, com trinta b-sides dispostos por ordem cronológica. O disco atingiu o nº 103 da Billboard 200.
| Críticas profissionais                                                      | Críticas profissionais |
| Avaliações da crítica                                                       | Avaliações da crítica  |
| Fonte                                                                       | Avaliação              |
| --------------------------------------------------------------------------- | ---------------------- |
| allmusic                                                                    | [ 2 ]                  |
| Robert Christgau                                                            | (sem nota)             |
| Esta tabela precisa de ser acompanhada por texto em prosa. Consulte o guia. |                        |

## Faixas

### Disco 1
1. "In the night" – 4:50
2. "A man could get arrested" (12" mix) – 4:19
3. "That's my impression" (Disco mix) – 5:15
4. "Was that what it was?" – 5:15
5. "Paninaro" – 4:40
6. "Jack the lad" – 4:32
7. "You know where you went wrong" – 5:52
8. "A new life" – 4:56
9. "I want a dog" – 4:59
10. "Do I have to?" – 5:14
11. "I get excited (You get excited too)" – 4:55
12. "Don Juan" – 3:55
13. "The sound of the atom splitting" – 5:13
14. "One of the crowd" – 3:57
15. "Your funny uncle" – 2:15

### Disco 2
1. "It must be obvious" – 4:34
2. "We all feel better in the dark" – 4:00
3. "Bet she's not your girlfriend" – 4:29
4. "Losing my mind" – 4:34
5. "Music for boys" – 3:36
6. "Miserablism" – 4:11
7. "Hey, headmaster" – 3:07
8. "What keeps mankind alive?" – 3:24
9. "Shameless" – 5:03
10. "Too many people" – 4:17
11. "Violence" – 4:59
12. "Decadence" – 3:57
13. "If love were all" – 2:59
14. "Euroboy" – 4:28
15. "Some speculation" – 6:35

## Créditos
- Chris Lowe
- Neil Tennant